# Schmidt Sting Pain Index
Der Schmidt Sting Pain Index (engl. für Schmidt-Stichschmerz-Index) ist eine Schmerzskala, welche die relativen Schmerzen von Insektenstichen bewertet.
Der US-amerikanische Insektenforscher Justin O. Schmidt (1947–2023), nach dem dieser Index benannt ist, wurde (nach seinen Angaben) im Laufe seines Arbeitslebens von 150 Insektenarten aus aller Welt gestochen. Er ordnete die danach empfundenen Schmerzen in vier Stufen ein, wobei er manchen Stufen eine Unterteilung nach Nachkommastellen gab. Insekten, deren Stiche bei ihm keinen Schmerz bewirkten, berücksichtigte er in dieser Skala nicht.
2015 wurde Schmidt für seinen Sting Pain Index (wegen seiner Humorhaftigkeit und Ausgefallenheit) mit dem Ig-Nobelpreis ausgezeichnet. Den Preis erhielt er in der Kategorie Physiologie und Entomologie. Er teilte ihn sich mit Michael J. Smith, der ihn verliehen bekam, weil er sich (heldenhaft) absichtlich an 25 Stellen seines Körpers stechen ließ, um zu erforschen, an welchen dieser Stellen Bienenstiche am meisten beziehungsweise am wenigsten schmerzhaft sind.
Der Schmidt Sting Pain Index umfasst die folgenden Stufen.
| Stufe | Schmerz | Insekt                                              |
| ----- | --- | --------------------------------------------------- |
| 1.0   | Leicht, flüchtig, fast fruchtig. Als ob ein winziger Funke ein einziges Haar auf dem Arm ansengt.                                                                                           | Blutbienen, Furchenbienen                           |
| 1.2   | Scharf, plötzlich, etwas beunruhigend. Als ob man über einen Flokatiteppich läuft, sich statisch auflädt und einen elektrischen Schlag bekommt.                                             | Feuerameisen                                        |
| 1.8   | Ein seltener, stechender, irgendwie hoher Schmerz. Als ob jemand eine Heftklammer in die Wange schießt.                                                                                     | Knotenameisen                                       |
| 2.0   | Reichhaltig, herzhaft und heiß. Als ob W. C. Fields eine Zigarre auf deiner Zunge auslöscht.                                                                                                | Kurzkopfwespen, Dolichovespula maculata             |
| 2.x   | Wie ein abgebrochener Streichholzkopf, der auf deiner Haut abbrennt. | Honigbienen, Hornissen                              |
| 3.0   | Ätzend, brennend und unerbittlich. Als ob jemand einen Bohrer benutzt, um einen eingewachsenen Zehennagel freizulegen, oder man einen Becher mit Salzsäure über eine Schnittwunde schüttet. | Ameisenwespen, Polistes carolina, Polistes metricus |
| 4.0   | Heftig, blendend, furchtbar elektrisch. Als ob jemand einen laufenden Föhn in dein Schaumbad fallen lässt.                                                                                  | Pepsis grossa                                       |
| 4.x   | Reiner, intensiver, strahlender Schmerz. Als ob man über glühende Kohlen läuft und dabei einen sieben Zentimeter langen rostigen Nagel in der Ferse stecken hat.                            | 24-Stunden-Ameise, Synoeca                          |